# 粒皮馬勃
粒皮马勃（Lycoperdon umbrinum）一般稱為 umber-brown puffball，是一種野生大型真菌，為马勃菌目、马勃菌科、马勃属。具毒性，但剛生長幼嫰時可供食用，其孢子可入药，作為消炎之用。